# Данау
Данау (њем. Dannau) општина је у њемачкој савезној држави Шлезвиг-Холштајн. Једно је од 84 општинска средишта округа Плен. Према процјени из 2010. у општини је живјело 682 становника. Посједује регионалну шифру (AGS) 1057013.

## Географски и демографски подаци
Данау се налази у савезној држави Шлезвиг-Холштајн у округу Плен. Општина се налази на надморској висини од 38 метара. Површина општине износи 9,1 km². У самом мјесту је, према процјени из 2010. године, живјело 682 становника. Просјечна густина становништва износи 75 становника/km².